# Tapacul gros bigotut
El tapacul gros bigotut (Pteroptochos megapodius) és una espècie d'ocell passeriforme endèmica de Xile. Pertany al gènere Pteroptochos, juntament amb altres dues espècies.
L'espècie nominal es troba a Xile central, des del nord de la Regió de Bío-Bío fins a la Regió de Coquimbo. La subespècie es troba a la Regió d'Atacama. Ambdues habiten vessants rocosos amb matolls, des del nivell del mar fins als pujols del començament dels Andes, a uns 3.700 msnm. És principalment una au terrestre, que té la capacitat de córrer ràpidament. S'alimenti d'invertebrats, com a insectes i cucs.